# Marcel Dupont (historien)
Pour les articles homonymes, voir Marcel Dupont (homonymie) et Dupont.
Marcel Dupont est le pseudonyme de Marcel Ernest Béchu, né le 27 avril 1879 et mort le 14 juillet 1964 . Il part pour le front le 29 août 1914, et se retrouve affecté avec le grade de capitaine à une unité de dragons (le 7e Chasseurs à cheval) en avril 1917. En 1920, il rejoint le Service Historique de l'Armée. Écrivain et historien, son œuvre est composée de quelques romans, de récits de la guerre 14-18, mais il en consacre l'essentiel à Napoléon Bonaparte et à ses généraux, ainsi qu'à la cavalerie.
L’Académie française lui décerne le prix Bordin en 1917.

## Publications
- En Campagne. 1914 – 1915. Impressions d’un officier de Légère - Paris, Plon, Plon – Nourrit et Cie impr. - édit., 1915, in-16, 323 p.
- En Campagne. L’attente. Impressions d’un Officier de Légère. 1915 - 1916 – 1917- Paris, Plon, Plon-Nourrit et Cie impr. - édit., 1918, in-16, 347 p.
- Fragilité - Paris, Plon, Plon – Nourrit et Cie impr. - édit., 1923, in-16, 228 p. Ce roman a paru en feuilleton dans la revue Lisez-moi. Le début du roman commence au no 209 (10 janvier 1931, où la photo de l’auteur se trouve sur la 1re page de la couverture).
- Gloire - Paris, Plon, les petits-fils de Plon et Nourrit impr.- édit., 1927, in-16, 228 p.
- Les Bouches closes - Paris, Éditions  Berger - Levrault, 1929, in-16, 228 p.
- Le Général Lasalle - Paris, Éditions Berger - Levrault, 1929, in-16, 247 p.
- Sabre au poing ! Dix combats de cavalerie. Préface du Général Weygand. Paris, impr.-édit. Berger – Levrault, 1931, in-8, 199 p.
- La Garde meurt…1815 - Paris, Hachette, 1931, in-16, 266 p.
- La Cavalerie aux colonies - Rédigée à l’occasion de l’Exposition coloniale internationale de Paris 1931 - Paris, impr. Villain et Bar, 22 rue Dussoubs, 1931, 206 p.
- Nos vieux houzards - Avec 34 reproductions en couleurs et en noir d’uniformes de l’époque. Paris, impr.-édit. Berger – Levrault, 1933, in-8, 187 p.
- Murat, cavalier, maréchal de France, prince et roi - Paris, Hachette, impr. Brodard et Taupin, 1934, in-8, 351 p.
- Fournier Sarlovèze, le plus mauvais sujet de l’armée - Paris, Hachette, impr. Crété, 1936, in-8, 254 p.
- Caroline Bonaparte : la sœur préférée de Napoléon - Paris, Hachette, impr. Crété, 1937, in-8, 255 p.
- Le Tragique Destin du Duc d’Enghien. L’exécution. Les responsables - Paris, Hachette, impr. Crété, 1938, in-8, 253 p.
- Napoléon et la trahison des maréchaux, 1814 - Paris, Hachette, 1939, in-8, 256 p.
- Cinq nuits de Noël - Illustrations de Maurice Toussaint. Paris, M. Delaveau, 1940, 126 p.
- Pauline Fourès, une maîtresse de Napoléon - Paris, Hachette, 1942, in-8, 257 p.
- Cavaliers d’épopée - Illustrations de Maurice Toussaint. Paris, Éditions Colbert, 1943, in-16, 314 p.
- Cavaliers - Illustrations de Maurice Toussaint. Paris, M. Delaveau, 1943, in-fol., 72 p.
- Napoléon et ses grognards - Paris, Éditions Hachette, 1945, in-16, 256 p.
- Soldats d’hier et d’aujourd’hui, dragons. 1740 – 1940 - Illustrations de Maurice Toussaint. Paris, Viennet, 1946, grand in-8
- Guides de Bonaparte et chasseurs à cheval de la Garde - Illustrations de Maurice Toussaint. Paris : Les Éditions Militaires Illustrées, 1946, in-fol., 149 p.
- Vive l’Empereur ! - Illustrations de Maurice Toussaint. Paris, Bellenand, impr. De Pigelet, 1950, in-16, 223 p.
- Napoléon en campagne. D’Arcole à Aboukir - Paris, Hachette, impr. De Crété, 1950, in-16, 315 p.
- Napoléon en campagne. De Marengo à Essling - Paris, Hachette, impr. De Crété, 1952, in-16, 288 p.
- Napoléon en campagne. De Wagram à Waterloo - Paris, Hachette, impr. De Crété, 1955, in-16, 304 p.
- L’Arc de Triomphe de l’Étoile et le soldat inconnu - Paris, Éditions Françaises, 1958, in-16, 77 p.